# Partia Postępowa (Nowa Zelandia)
Partia Postępowa (ang. Jim Anderton's Progressive Party) – nowozelandzka partia polityczna, założona w 2002 roku. W latach 2002–2008 Koalicjant Partii Pracy, jednak bardziej od niej lewicowa..